# إسماعيل بن سعيد الشالنجي
أبو اسحاق إسماعيل بن سعيد الشالنجي الجرجاني الطبري الكسائي، لم تذكر سنة ولادته وتوفي عام 230 هـ، من أعيان أصحاب أحمد وله مسائل جليلة عن أحمد بن حنبل.
أما الشالنجي فقد قال السمعاني: «بفتح الشين المعجمة واللام بينهما الألف وسكون النون وفي اخرها الجيم، هذه النسبة إلى بيع الأشياء من الشعر كالمخلاة والمقود والجل».

## سيرته ونشأته
نشأ إسماعيل بن سعيد الشالنجي في موطنه جرجان على مذهب أهل الرأي أربعين سنة إلى أن تحول إلى المذهب الحنبلي، وقد ذكر ذلك الشالنجي فقال: «كنت اربعين سنة على الضلالة فهداني الله وأي رجال فاتتني».
وقد تفقه على مذهب أبي حنيفة، فقد صحب محمد بن الحسن الشيباني صاحب أبي حنيفة وأخذ عنه المذهب ثم انتقل إلى مذهب حنابلة وكتب الحديث وسأل أحمد عن مسائل أبي حنيفة وغيرها.
انتقل من جرجان إلى سارية ثم من سارية إلى استراباذ.
وقد اختلف في وفاته فقيل: إنه مات سنة 230 هـ بأستراباذ. وقيل: مات بدهستان في شهر ربيع الأول سنة 234 هـ.

## مسائله
قال تقي الدين ابن تيمية عند الكلام على أصحاب أحمد الذين كانوا يسألونه:
«وحنبل وأحمد بن الفرج كانا يسألان الإمام أحمد عن مسائل مالك وأهل المدينة كما يسأله إسحاق بن منصور وغيره عن مسائل سفيان الثوري وغيره، وكما كان يسأله الميموني عن مسائل الأوزاعي وكما كان يسأله إسماعيل بن سعيد الشالنجي عن مسائل الإمام أبي حنيفة وأصحابه فإنه كان قد تفقه على مذهب أبي حنيفة ثم اجتهد في مسائل كثيرة رجح فيها مذهب أهل الحديث وسأل تلك المسائل أحمد وغيره، وشرحها إبراهيم بن يعقوب الجوزجاني إمام دمشق.»
وقال في موضع آخر:
«ومسائل ‌إسماعيل عن أحمد بعد مسائل ابن الحكم؛ فإن ابن الحكم صحب أحمد قديما ومات قبل موته بنحو عشرين سنة. وأما إسماعيل فإنه كان على مذهب أهل الرأي ثم انتقل إلى مذهب أهل الحديث وسأل أحمد متأخرا وسأل معه سليمان بن داود الهاشمي وغيره من علماء أهل الحديث»
وقال في موضع:
«ومسائل ‌إسماعيل بن سعيد هذا من أجل مسائل أحمد»
وفي آخر: «وهي من أجل المسائل»
وقال أبو بكر الخلال عنه: «عنده مسائل كثيرة ما أحسب أن أحدا من أصحاب أبي عبد الله روى عنه أحسن مما روى هذا ولا أشبع ولا أكثر مسائل منه ولم أجد عند أحد رواها عنه إلا إبراهيم بن يعقوب الجوزجاني فإنه حدث بها عن إسماعيل بن سعيد».

## شيوخه
روى عن:  
| - إبراهيم بن محمد بن أبي يحيى الأسلمي (ت: 184 هــ ) - أحمد بن حنبل (ت: 241 هــ) - إسحاق بن سليمان الرازي (ت: 199 هــ) - إسماعيل بن علية (ت: 194 هــ) - إسماعيل بن عمر أبو المنذر الواسطي البغدادي (ت: 201 هــ) - جرير بن عبد الحميد الضبي (ت: 188 هــ) - الحكم بن عبد الله أبو مطيع البلخي (ت: 199 هــ) - ريحان بن سعيد (ت: 204 هــ) - سعيد بن سليمان (ت: 225 هــ) - سعيد بن عامر الضبعي (ت: 208 هــ) - سفيان بن عيينة (ت: 198 هــ) | - سليمان بن داود أبو أيوب الهاشمي (ت:219 هــ) - شبابة بن سوار أبو عمرو الفزاري (ت: 204 هــ) - عباد بن العوام (ت: 187 هــ) - عبد الله بن محمد بن ابي الاسود (223 هــ) - عبد الله بن عمران بن أبي علي الاسدي، أبو محمد الاصبهاني الرازي (ت: 241 هــ) - عمر بن هارون (ت: 194 هــ) - عيسى بن خالد أبو عبد الله اليمامي (ت: 201 هــ) - عيسى بن موسى التيمي المعروف بغنجار (ت: 187هـ) - كثير بن هشام (ت: 207 هــ) - محمد بن بندار أبو عبد الله السباك الجورجاني | - محمد بن الحسن الشيباني (ت: 189 هــ) - محمد بن عمر الواقدي (ت: 207 هــ) - مروان بن معاوية الفزاري (ت:193 هـ) - موسى بن داود الضبي (ت: 217 هـ) - النجم بن بشير - وكيع بن الجراح(ت: 197 هـ) - يحيى بن سعيد القطان (ت: 198 هـ) - يحيى بن الضريس (ت: 203 هـ) - يزيد بن هارون (ت: 206 هـ) - أبو معاوية الضرير (ت: 198 هـ) |

## تلاميذه
روى عنه جماعة من أهل العلم منهم:
| - إبراهيم بن أحمد بن إبراهيم بن ادم أبو اسحاق البكرآبذي الجرجاني - إبراهيم بن يعقوب الجوزجاني (ت: 259 هـ) - أبو عوانة موسى بن يوسف بن موسى القطان (ت: 283 هـ) - أحمد بن حفص الجورجاني (ت: 293 هـ) - أحمد بن العباس بن موسى أبو عمرو العدوي الأستراباذي (ت: 305 هـ) - أحمد بن محمد بن الأزهر بن حريث أبو العباس الأزهري (ت: 312 هـ) - اسحاق بن العباس بن موسى العدوي الاستراباذي | - إسحاق بن موسى بن عبد الرحمن بن عبيد اليحمدي أبو يعقوب الأستراباذي المعروف بابن أبي عمران - بشر بن عبد الرحمن أبو نعيم الأستراباذي - حاتم بن يونس الجرجاني المعروف بابن أبي الليث الجوهري - الحسن بن علي الآملي - داود بن محمد - الضحاك بن الحسين الأزدي - عثمان بن سعيد أبو بكر الأستراباذي الإسكيف (ت: 257 هـ) | - عمران بن موسى الطائي (ت: 241 هـ) - الفضل بن العباس بن موسى أبو نعيم العدوي الأستراباذي - محمد بن أحمد بن صالح البجلي المعروف بالحمكي - محمد بن أحمد بن يونس بن خالد بن عطاء الأستراباذي (ت: 281 هـ) - محمد بن يزداذ بن سالم الأستراباذي (ت: 289 هـ) - معلى بن منصور (ت: 211 هـ) - يزداذ بن عبد الله بكرآباذي الجرجاني |

## مؤلفاته
- مسائل الإمام احمد بن حنبل رواية إسماعيل بن سعيد الشالنجي.
- البيان، على ترتيب الفقهاء حدث فيه عن مروان الفزاري، وسفيان، وجرير، وسعيد بن عامر، وشبابة، ويزيد بن هارون.[9]
- فضائل الشيخين.[10][11][12]